# Kristen Jensen Lyngby
Kristen Jensen Lyngby (født 28. juni 1829 i Nibe, død 15. februar 1871 i København) var en dansk sprogforsker.
Lyngbys fader var en begavet skolelærer, der selv ledede sin søns undervisning, til han 1846 kom i Aalborg lærde skole, hvorfra han blev student 1847. Han blev cand. phil. 1853, dr. phil. 1863, samme år ekstraordinær docent i nordisk filologi og 1869 titulær professor. Skønt Lyngbys værker alle er små og — i hans senere år — ikke talrige, bidrog hans virksomhed dog i høj grad til at bringe den danske sprogforskning et stort skridt fremad fra det standpunkt, den havde nået ved Rasks og N.M. Petersens skrifter. Lyngby har ydet vigtige bidrag til opfattelsen af den almindelige nordiske sproghistorie; i Tidsskrift for Philologi og Pædagogik påviste han ved hjælp af kildeskrifter fra 12.—13. århundrede, at den oldnordiske udtale endnu på den tid havde været væsentlig forskeliig fra den nyislandske; i samme tidsskrift fremhævede han "stammeudlydens" betydning for de nordiske navneords bøjning i ældre og nyere tid, i Antikvarisk Tidsskrift angav han hovedtrækkene af de nordiske sprogs ældste udviklingshistorie. Men især har Lyngby dog betydning som den egentlige grundlægger af det videnskabelige dialektstudium i Danmark. Efter at hans interesse for de jyske dialekter var blevet vakt især ved E.H. Hagerups bog om sproget i Angel (1854, 2. udgave ved Lyngby 1867), kastede han sig med iver over halvøens almuesmål, som han blandt andet undersøgte på rejser 1856—1861; vel nåede han aldrig at få sin påtænkte grammatiske skildring af de nørre- og sønderjyske sprogarter fuldført; men hans skrifter: Bidrag til en senderjysk Sproglære (1858) og Udsagnsordenes Bøjning i jyske Lov og i den jyske Sprogart (1863) hævder vedvarende deres plads blandt de ypperste dialektskildringer i Nordens litteratur, ikke mindst ved den lydskrift (en modifikation af Karl Richard Lepsius'), som Lyngby bragte i anvendelse, og som i lang tid var enerådende i danske sprogskrifter. Lyngbys efterladte samlinger, som gemmes på det store Kongelige Bibliotek, er senere blevne udnyttede af H.F. Feilberg. Også plattysk og frisisk i Sønderjylland studerede Lyngby (Om Nordfrisisk i Bøkking og Hvidding Herreder, 1858; Plattysk i Slesvig, i Nordísk Tidsskrift for Filologi, IV 1879). Lyngbys sidste bog er beretningen om Det nordiske Retskrivningsmøde i Stockholm 25.—30. Juli 1869. Lige så meget som ved sine skrifter virkede Lyngby ved sine forelæsninger og ved de råd og oplysninger, han med rund hånd gav til alle, som ønskede hans hjælp.

## Fodnoter
1. ↑  II (1861), sidene 289—321
2. ↑  VI (1865), sidene 20—53
3. ↑  (København 1858—60), sidene 234—271